# Gonzaga Escauriaza Barreiro
Luis Gonzaga Escauriaza Barreiro (Bilbao, Vizcaya, 1958) es el décimo presidente de la Real Federación Española de Golf. Ocupa el cargo desde diciembre de 2008, tras ser la única persona que presentó un a candidatura. Es licenciado en Ciencias Económicas y Empresariales por la Universidad de Deusto. Como jugador de golf, en 1977 fue campeón de España Amateur y campeón de Dobles de España junto a Emilio Soroa. En 1978 fue subcampeón de España Amateur.El 22 de junio de 2023, recibió la medalla de oro de la Real Orden del Mérito Deportivo.
Ocupó el cargo de vicepresidente de la RFEG desde el año 2000 hasta su elección como presidente. Ha sido reelegido como presidente en 2012, 2016 y 2020.